# Nguyễn Đức Sơn
Nguyễn Đức Sơn (* 11. März 1999) ist ein vietnamesischer Hürdenläufer, der sich auf die 400-Meter-Distanz spezialisiert hat.

## Sportliche Laufbahn
Erste internationale Erfahrungen sammelte Nguyễn Đức Sơn im Jahr 2022, als er bei den Südostasienspielen in Hanoi in 51,40 s den vierten Platz im 400-Meter-Hürdenlauf belegte.
2021 wurde Nguyễn vietnamesischer Meister in der Mixed-Staffel über 4-mal 400 Meter.

## Persönliche Bestleistungen
- 110 m Hürden: 14,72 s (−1,0 m/s), 12. Dezember 2021 in Hanoi
- 400 m Hürden: 51,40 s, 17. Mai 2022 in Hanoi